# 倉吉線
倉吉線（日语：／ Kurayoshi sen */?）是一條連接鳥取縣倉吉市的倉吉站與東伯郡關金町（現時為倉吉市的一部分）山守站的鐵路線（地方交通線），由日本國有鐵道（國鐵）營運。經過國鐵再建法的施行，在1981年被定為第1次特定地方交通線，列入停用鐵道線表中，最终于1985年4月1日废除。

## 路線資料
- 路線距離（營運距離（日语：営業キロ））：20.0公里
- 軌距：1,067毫米
- 站數：9個（包括起終點站）
- 複線路段：无（全線單線）
- 電氣化路段：无（全線非電氣化）
- 閉塞方式：电气路签闭塞
- 使用軌道：全線30kg/m軌道

## 運行狀態（停運前）

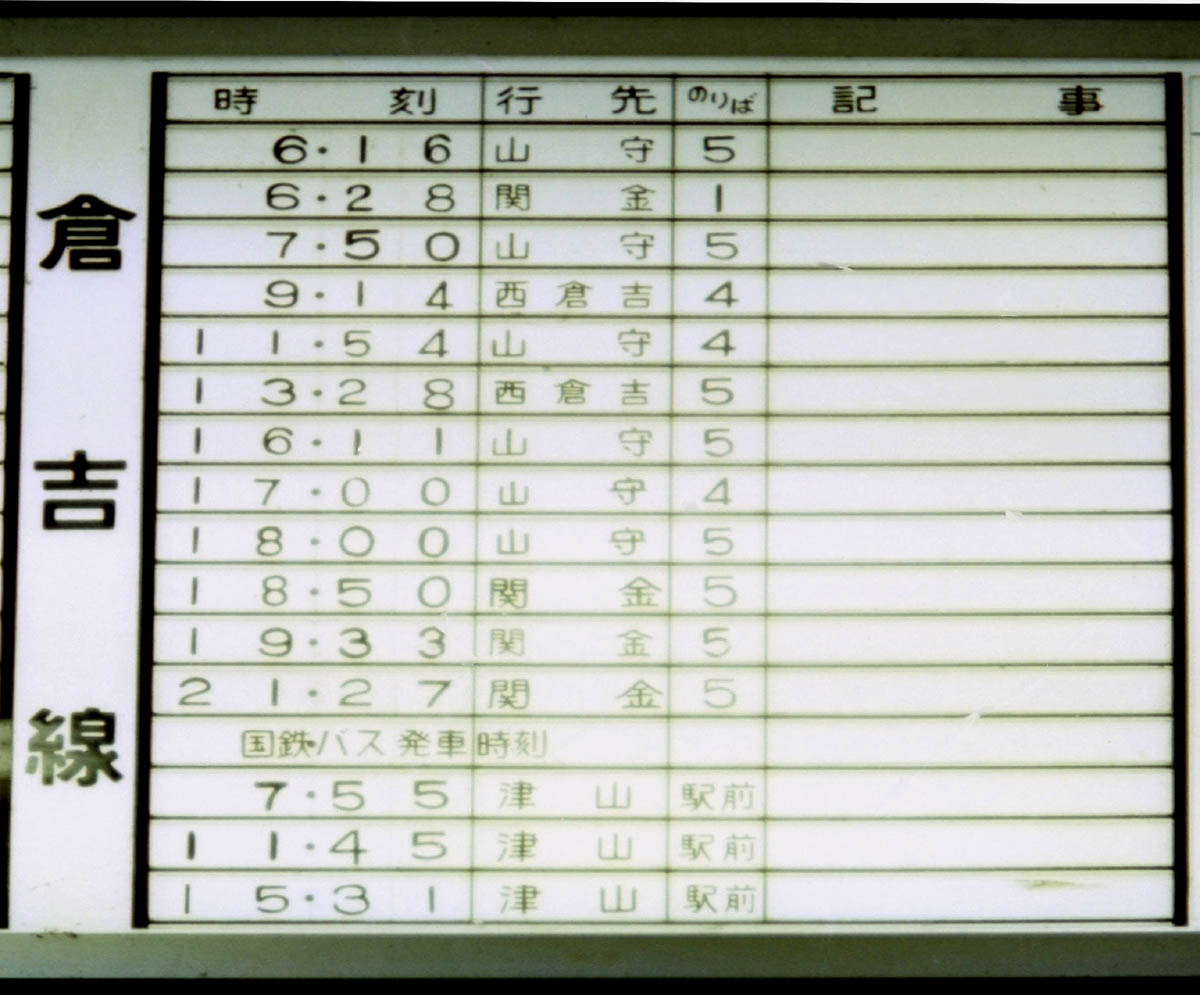
倉吉線時間表 倉吉站 1981年

全部列车皆为普通列車，大部分列車都是运行于全線，但亦有设置由打吹站、西倉吉站、關金站出發或到達的區間列車。此外，泰久寺與山守兩站不设置待避线，使得列車无法交會，因此關金站以南的區間仅能供一个列车班次運行。所有以山守站为终点的的列車班次皆使用柴油動車組，而其他班次则使用由柴油机车牵引的客车车厢客运载旅客。此外，直至废除前，仓吉线都并未设定任何优等列车。
尽管在1970年代时，沿线不断衰落，甚至终点站的山守站附近几乎空无一物，但该站每日的乘降人数仍然有200人左右，这是由于至仓吉的并行巴士路线车费需要140日元，而国铁仅需要90日元。
1984年2月的時間表修正中，此路線還會使用混合列車。此外在1980年，全日上下行共有27对列車運行，其中有9对列车的时速低於20km/h，被評為「全日本最慢的鐵路區間」。其中的“424列车”在行驶于西倉吉 - 倉吉的6.8公里路段的过程中，总计耗时27分鐘，平均車速仅為15.1km/h，一度被戏称为“慢過一名馬拉松運動員的列車”。原因在於，仓吉线的等级偏低（簡易線），使用30kg鋼軌，并且在后来并未施行亦高規格化工程，致使軸重大的國鐵DE10形內燃機車无法高速行駛。此外，由于客车车厢、行李车厢和货物车厢共三种车厢被联结在同一编组中行驶，因此在车站停车时，需要耗费大量的时间运卸货物和行李，这导致了其停靠时间偏长。

## 使用車輛
- 蒸汽機車
  - C11形（日语：国鉄C11形蒸気機関車） (41, 75, 261)
- 內燃機車
  - DE10形
- 車廂
  - OHa35系（日语：国鉄オハ35系客車）（OHaFu33）
  - OHa61系（日语：国鉄オハ35系客車）（OHaFu61、OHaFu61、OHaFu36）
- 柴油列車
  - KiHa58系（日语：国鉄キハ58系気動車）
  - KiHa65系（日语：国鉄キハ65形気動車）
  - KiHa40系
  - KiHa23系（日语：国鉄キハ23形気動車）
  - KiHa20系（日语：国鉄キハ23形気動車）

## 歷史
路線原本是连接山陰本線上井站（現時為倉吉站）至倉吉町（現時為倉吉市）的倉吉輕便線，于1912年啟用。
1941年，仓吉线延伸至关金温泉附近的关金站，并于1958年进一步延伸至山守站。根据修正鐵道敷設法第89号规定的预定线“岡山縣胜山至鳥取縣仓吉铁道”的规划，仓吉线會进一步由山守站向南延伸，經過中國山區，最终到達姫新線的中國勝山站。这一计划的工程名为南勝線，但最终并未实现。
然而，随着仓吉线沿线的道路得到整修，沿线的私家车持有率不断上升，加之频繁运行的巴士线路对客流的分流作用，导致仓吉线的客流不断下降，并于1981年9月被指定为第1次特定地方交通線。
1985年3月31日，伴随着附有「再見倉吉線」記念牌的临时列车（也是最後的一班列車）于当日22:07到達山守站，仓吉线长达72年的历史终于落下帷幕。
在停運後，便由日本交通（倉吉站 - 打吹 - 西倉吉 - 關金溫泉 - 山守之間）、日之丸自動車（倉吉站 - 打吹 - 西倉吉之間）間中鐵巴士（1986年為湯原巴士的分社，現時為中鐵美作巴士、倉吉站 - 打吹 - 關金溫泉 - 蒜山高原之間）的三間巴士公司替代鐵路服務，在2007年11月1日，中鐵美作巴士的倉吉站 - 打吹 - 關金溫泉 - 蒜山高原之間的巴士路線由於旅客数量少而取消。

### 年表
- 1912年（明治45年）
  - 6月1日：倉吉輕便線 上井與倉吉之間（2.6M，約4.18 km）啟用。倉吉站（第二代）啟用。
  - 10月1日：新設上灘站。
- 1922年（大正11年）9月2日：倉吉輕便線改名為倉吉線[6]。
- 1930年（昭和5年）4月1日：營業距離的單位變為公制（2.6 M→4.2 km）。
- 1941年（昭和16年）5月17日：倉吉至關金之間 (11.0 km) 開通。新設西倉吉站、小鴨站、上小鴨站、關金站。
- 1958年（昭和33年）12月20日：關金至山守之間 (4.8 km) 開業（全通），新設泰久寺站、山守站。
- 1972年（昭和47年）
  - 1月10日：倉吉站（第二代）改名為打吹站。
  - 2月14日：上井站改名為倉吉站（第三代）。
- 1974年（昭和49年）
  - 4月24日：不再运行蒸汽机车（于4月28日运行了由C11 41牵引的告别列车）[7]。
  - 10月1日：西倉吉至關金之間的貨物運輸停止。
- 1981年（昭和56年）9月18日：指定為第1次特定地方交通線。列入停用鐵道線表中。
- 1983年（昭和58年）12月31日：倉吉至西倉吉之間的貨物運輸停止。
- 1985年（昭和60年）4月1日：全线 (20.0 km) 废除。

## 車站列表
接續路線的名稱，以及車站所在地都採用倉吉線废除前的名稱。所有車站都位於鳥取縣內。
| 中文站名 | 日文站名 | 英文站名 | 站間距離 | 營業距離 | 接續路線               | 所在地                           |
| -------- | -------- | -------- | -------- | -------- | ---------------------- | -------------------------------- |
| 倉吉     |          |          | -        | 0.0      | 日本國有鐵道：山陰本線 | 倉吉市                           |
| 上灘     |          |          | 2.4      | 2.4      |                        | 倉吉市                           |
| 打吹     |          |          | 1.8      | 4.2      |                        | 倉吉市                           |
| 西倉吉   |          |          | 2.6      | 6.8      |                        | 倉吉市                           |
| 小鴨     |          |          | 2.0      | 8.8      |                        | 倉吉市                           |
| 上小鴨   |          |          | 1.8      | 10.6     |                        | 倉吉市                           |
| 關金     |          |          | 4.6      | 15.2     |                        | 東伯郡關金町 （現·倉吉市關金町） |
| 泰久寺   |          |          | 3.0      | 18.2     |                        | 東伯郡關金町 （現·倉吉市關金町） |
| 山守     |          |          | 1.8      | 20.0     |                        | 東伯郡關金町 （現·倉吉市關金町） |

## 現狀
在铁路线的遗址中，一些路段被改建為自行车道（西倉吉與上小鴨之間為鳥取縣道501號倉吉東郷自行车道线（伯耆自行车道）），上小鴨站附近的区间则被移用为國道313號。經過20多年後，上小鴨站與山守站之間的路軌與道碴還存在。泰久寺站的月台仍然现存，并且其上设有車站名稱牌，此外还有部分路軌亦被保留。西倉吉站東側的島式月台仍在使用，用于候車區，同时设置了公共廁所，而西側的島式月台则被改建为公園的一部分。而泰久寺站與山守站之間的山守隧道因有崩塌的隐患而被封堵，现时已无法進入。此外，打吹站的位置設置了倉吉線鐵道記念館，館內設有國鐵C11形蒸氣機車75號机。

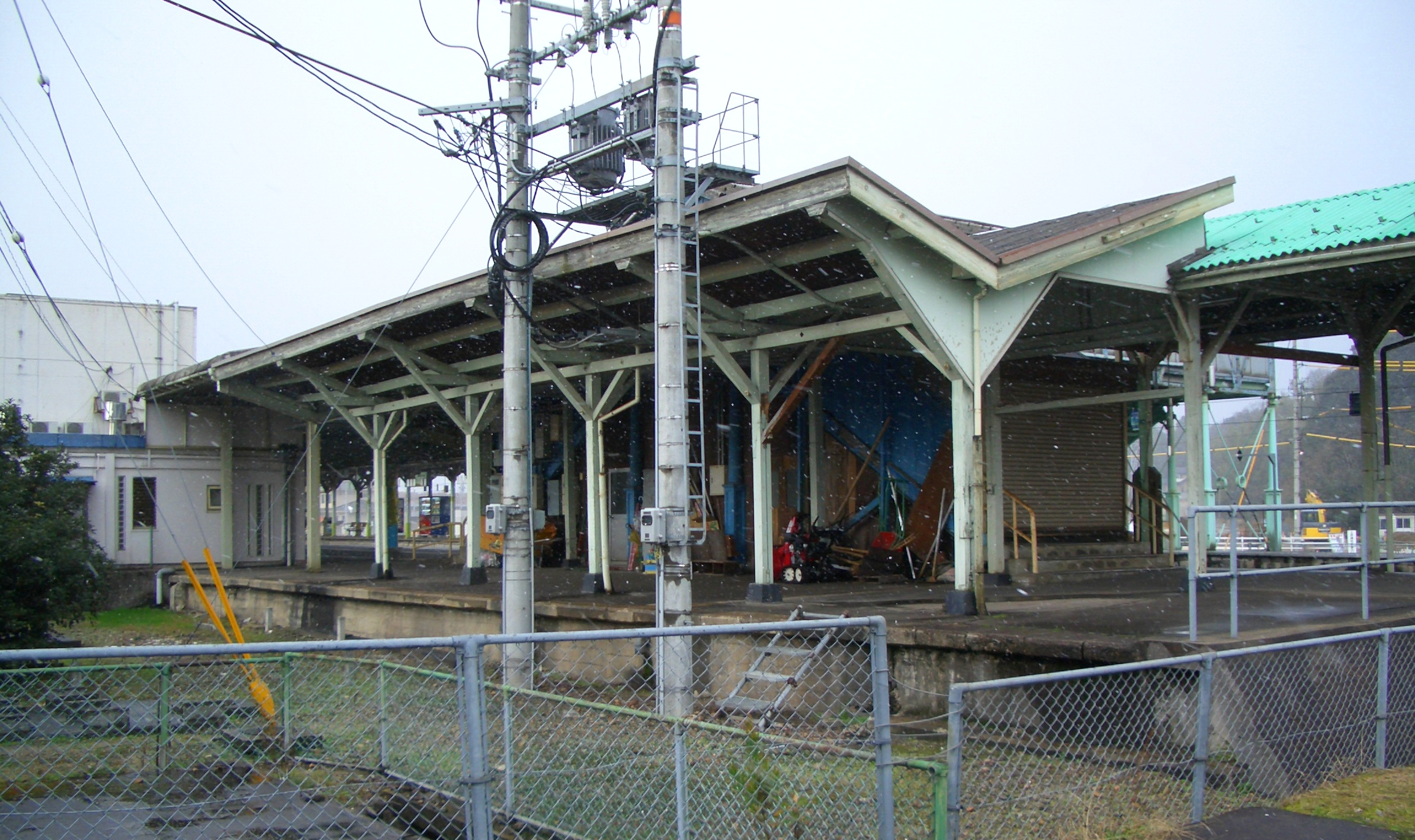
倉吉站舊倉吉線的5號月台
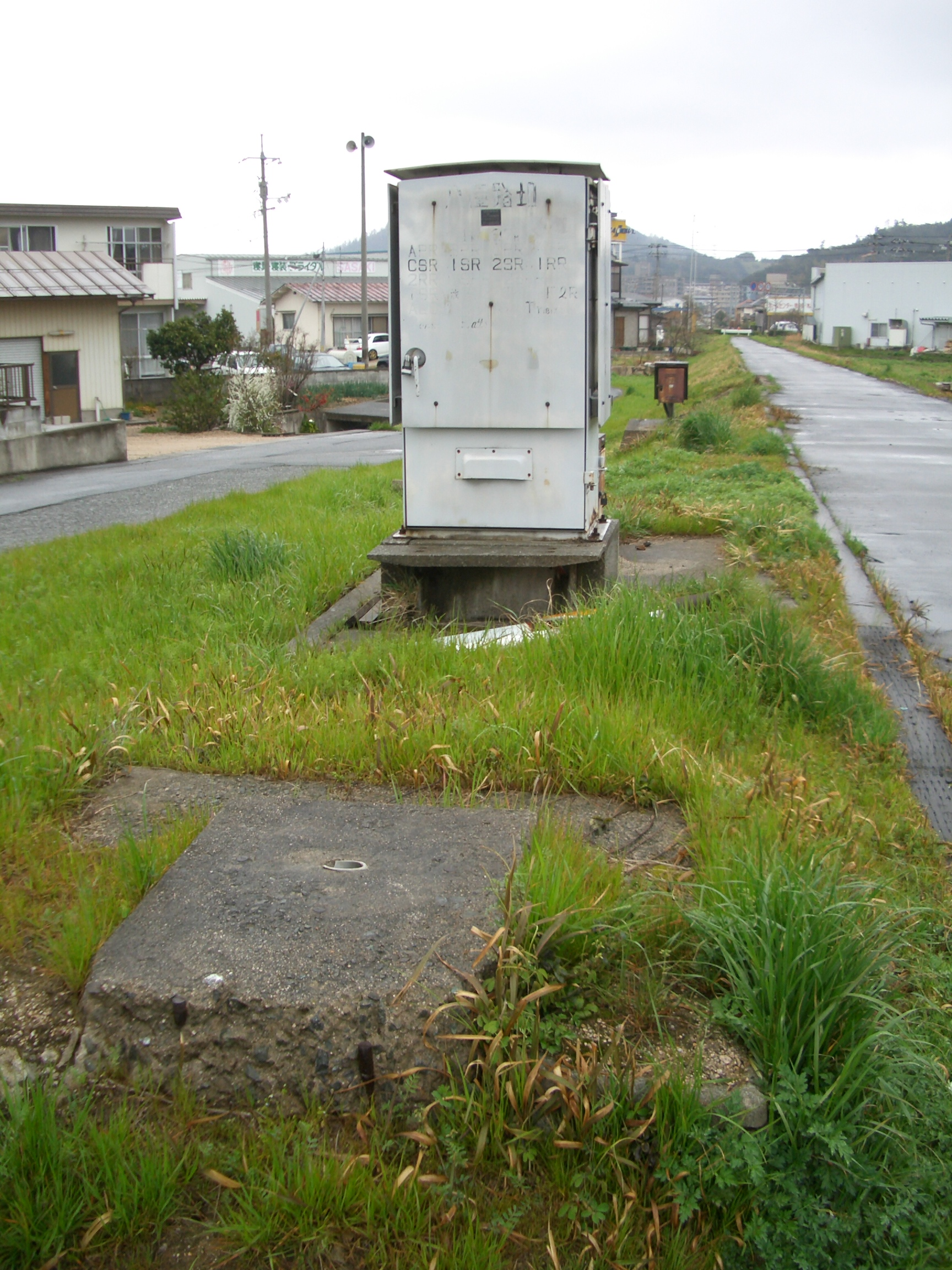
八屋平交道
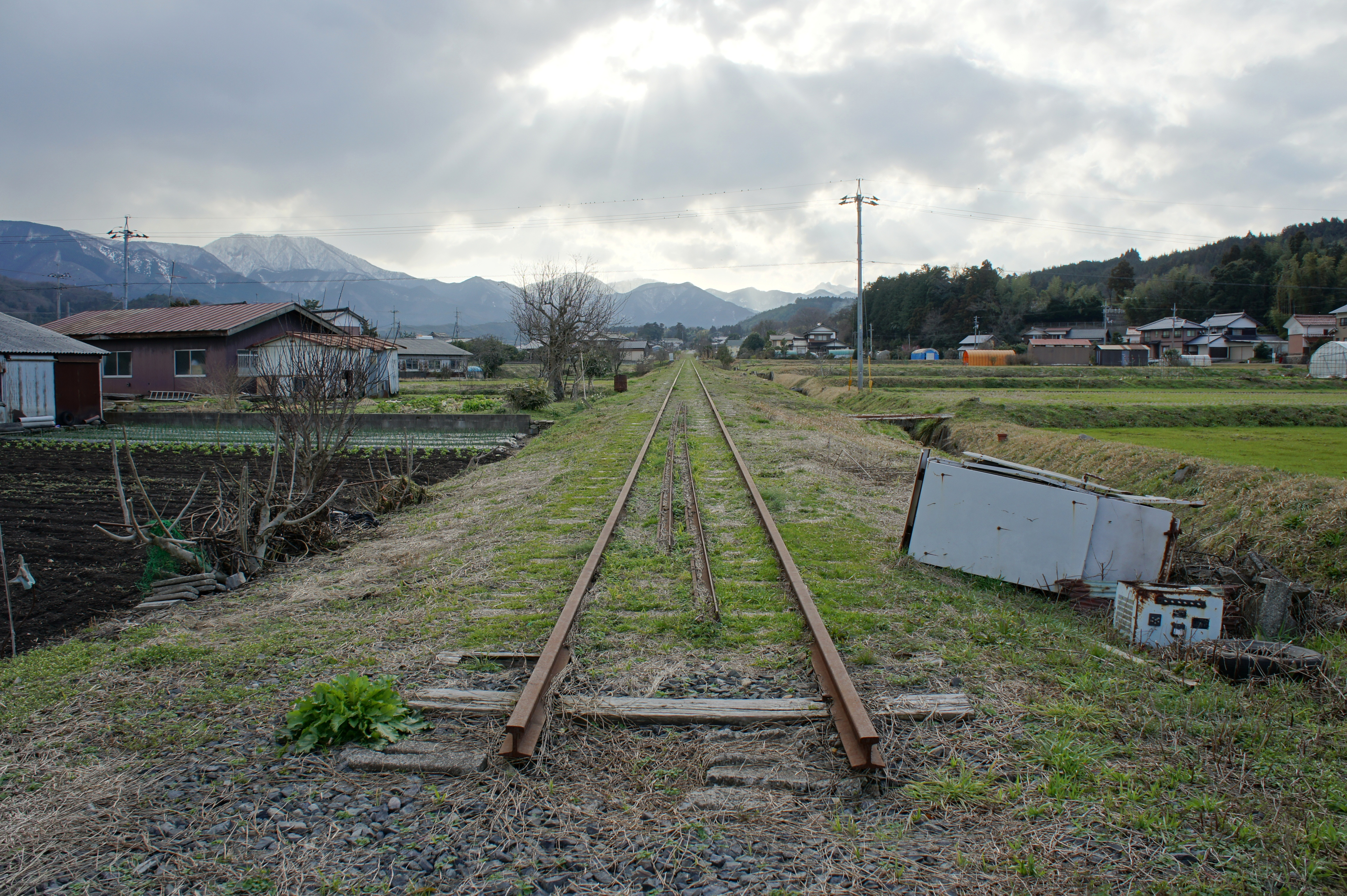
關金 - 泰久寺之間路軌

## 外部連結
- 以下網站都是記錄鐵路線在停用後的遺跡
  - 倉吉線の軌跡（日語）
  - 国鉄倉吉線廃線跡探訪 （页面存档备份，存于）（日語）
- 許多關於倉吉線的歷史 （页面存档备份，存于）